# Latin American Idol
Latin American Idol is de Latijns-Amerikaanse versie van Idols. Het programma wordt uitgezonden in de Verenigde Staten, Midden-Amerika en in Zuid-Amerika behalve Brazilië dat een eigen versie heeft 'Idolos' op de tv-zender Sony Entertainment Television. Het programma wordt gepresenteerd door Erika de la Vega uit Venezuela en Monchi Balestra uit Argentinië.

## Concept
Door het groote succes van American Idol, besloot Sony Entertainment Television in 2006 een eigen versie voor Latijns-Amerika te opstarten. Volgens de buitenlandse pers zou men op zoek zijn naar een opvolger voor Shakira (Die ook eens aan een muziekwedstrijd op tv deelnam en won), Juanes of Ricky Martin. Men kon zich inschrijven voor het programma als je in Latijns-Amerika (behalve in Brazilië en de VS) woonde. De winnaar van het programma krijgt een platencontract.

## Jury
- Jon Secada (Cuba/VS)
- Gustavo Sanchéz (Puerto Rico)
- Elizabeth Menza (Mexico)

Seizoen 1 werd gewonnen door Mayre Martinez uit Venezuela, Noelia Soto uit Argentinië werd tweede en Efrain Medina uit Mexico derde. De audities werden gehouden in Caracas, Bogota, Mexico-Stad en in Buenos Aires. Vanuit Buenos Aires werden ook de liveshows uitgezonden.Er deden 25.000 kandidaten mee uit 20 landen.
Seizoen 2 werd in 2007 gewonnen door Carlos Peña uit Guatemala, Ricardo Caballero uit Mexico werd tweede en Roseangela Abreu uit Puerto Rico derde.
Seizoen 3 werd in 2008 gewonnen door Margarita Henriquez uit Panama, María José Castillo uit Costa Rica werd tweede en Sandra Muente uit Peru derde.

## Trivia
- Martinez bracht de single "Soy Mi Destino" na haar overwinning uit. Martinez nam voor haar deelname aan het programma al deel aan tv-talentenjachten in Venezuela, maar zonder succes.

- Alle nummers in het programma worden in het Spaans gezongen.